# Курбські
Курбські (рос. Ку́рбские) — російсько-литовська княжа династія, гілка Рюриковичів. Прізвище отримали від назви свого уділа, Курбського князівства), яке виокремилось з Ярославського удільного князівства зі столицею у селі Курба на річці Курбиці, на відстані 25 верст від міста Ярославля. Рід внесений до Бархатної книги.

## Історія роду
Курбські походять від онука Володимира Мономаха, князя Ростислава Мстиславича Смоленського, родоначальника князів Вяземських та Смоленських, одна гілка котрих у XIII ст. князювала в м. Ярославлі; один з представників цієї гілки, князь Семен Іванович, отримав прізвище Курбський. Перший удільний князь у селищі Курба був Яків-Воїн Іванович, котрий загинув, згідно родоводів, у битві проти казанців на Арському полі в 1455 році. Уділ Курба перейшов до його брата Семена Івановича (XVIII коліно від Рюрика), який і вважається родоначальником гілки князів з прізвищем Курбський.
Старший син Семена, Федір був нижнєгородським воєводою (1483). Його сини Михайло Федорович Курбський-Карамиш і Роман Федорович загинули в 1506 році у битві проти казанців на Арському полі під Казанню. Ще один його син боярин Семен Федорович (†1527) здійснив похід за Урал, воював проти Казані й Литви, противився насильницькому постригу великої княгині Соломонії, першої дружини великого князя Василя III Івановича. Старший з синів Михайла Карамиша Михайло Михайлович (†1546 р.), від шлюбу з Марією дочкою воєводи й боярина Тучкова-Морозова Михайла Васильовича, був батьком:
- дочки одруженої з князем Прозоровським Михайлом Федоровичем вбитим у 1564 р. за наказом царя Івана Грозного[7],
- Івана Михайловича, 2-го воєводи великого полку в Литві (1553)[6],
- Романа Михайловича[6] (†1557) та
- знаменитого князя Андрія Михайловича[6], що емігрував у Велике князівство Литовське, і чий перший син Семен Андрійович Курбський (1554—1564) разом з першою дружиною були вбиті в Москві за наказом Івана Грозного.

Середній син Володимир загинув у битві проти Мехмеда I Ґерая в 1521 році, а молодший, Федір, загинув у битві проти казанців під м. Костромою, в 1549 році.
За припущенням І. А. Голубцова другий син Семена[якого?], князь Дмитро Семенович, був намісником у Великому Устюзі (бл. 1490 р. — 1500 р.); в лютому 1500 р. був присутній на весіллі князя Холмського і доньки великого князя Івана III Феодосії («ходив у саней» великої княгині Софії Палеолог). Сини Дмитра Семеновича — Андрій та Олександр служили Івану III і Василю III. Князь Андрій, одружений був на дочці князя Андрія Васильовича Углицького, супроводжував Івана III в новгородському поході 1495 року. У квітні 1508 р. командував «сторожовим полком» під Вязьмою. у 1512 р. в якості воєводи «великого полку» стояв на річці Угра в очікуванні кримського набігу. Останній раз згадується в джерелах у зв'язку з «береговою службою» в Нижньому Новгороді (1521).
Дослідження Юзефа Вольфа родоводу Курбських закінчуються на окремих нащадках князя Андрія Михайловича в Литві — двох братах князях Янові та Андрію Дмитровичах (Рюриковичі у XXIV коліні), до 1672 року.
Вже у Литві Андрій Михайлович (XXII коліно від Рюрика) був записаний в документах з прізвищем Крупський (Krupski) герба «Леварт» (Лев II). Юзеф Вольф російську точку зору не вважав науково переконливою щодо причетності Олександра та Якова до роду Курбських, котрі без вказування прийнятого прізвища Крупських «прийняли православіє» і «переїхали» в Московію, оскільки юридичні акти нащадків князя Андрія Курбського оформлювалися саме під прізвищем Крупських, гербовники для офіційного ужитку в Великому князівстві Литовському протягом 1551-1789 рр. використовували прізвище Крупських щодо нащадків князя Андрія Курбського. Цей перехід з прізвища «Курбський» на «Крупський» відбувався також через використання в офіційних публікаціях літери «п» замість «б» у текстах — пол. Kurpski herbu Lew, де вказували на безпідставні припущення щодо відсутності нащадків (пол. bezpotomnie) у князя Курбського-Курпського-Крупського.
Але згідно російських офіційних видань у 1686 р. «виїхали» з Литви до Росії князі Яків та Олександр «Кириловичі» (сини Каспара, 1687), які були внесені в період панування законів російської монархії в російську родовідну книгу князем О. Б. Лобановим-Ростовським. В офіційних російських документах було вказано, що вони «прийняли православ'я» враховуючи історію стосунків ВКЛ та Московії та те, що князь Дмитро-Микола Андрійович (1582 р. — після 1645 р.), син Андрія Михайловича, прийняв католицтво. Яків й Олександр не вказані у польських джерелах у ролі нащадків князя Андрія Курбського поряд з Яном та Андрієм Дмитровичами. Але у російську Боярську книгу за 1686—1692 роки були записані як стольники і князі — Олександр Борисович та Яків Васильович Курбські.
Отже, відомий історії старший онук Андрія Михайловича, син Дмитра-Миколи Андрійовича, Андрій Дмитрович (†1668) (Рюрикович у XXIV коліні) був підчашиєм вількомирським (1651), маршалоком упітським (від 1666 року), міським суддєю м. Вільно. Котрий володів маєтками Чернополяни Віленського воєводства Великого князівства Литовського, Добково (Гімбгола), Бобройче, Бобрек Новгород-Сіверського повіту, Гедройци та Хоронжишкі Віленського воєводства, Павільна в м. Вільно, Коломискі й Копчове у Полоцькому воєводстві Великого князівства Литовського.

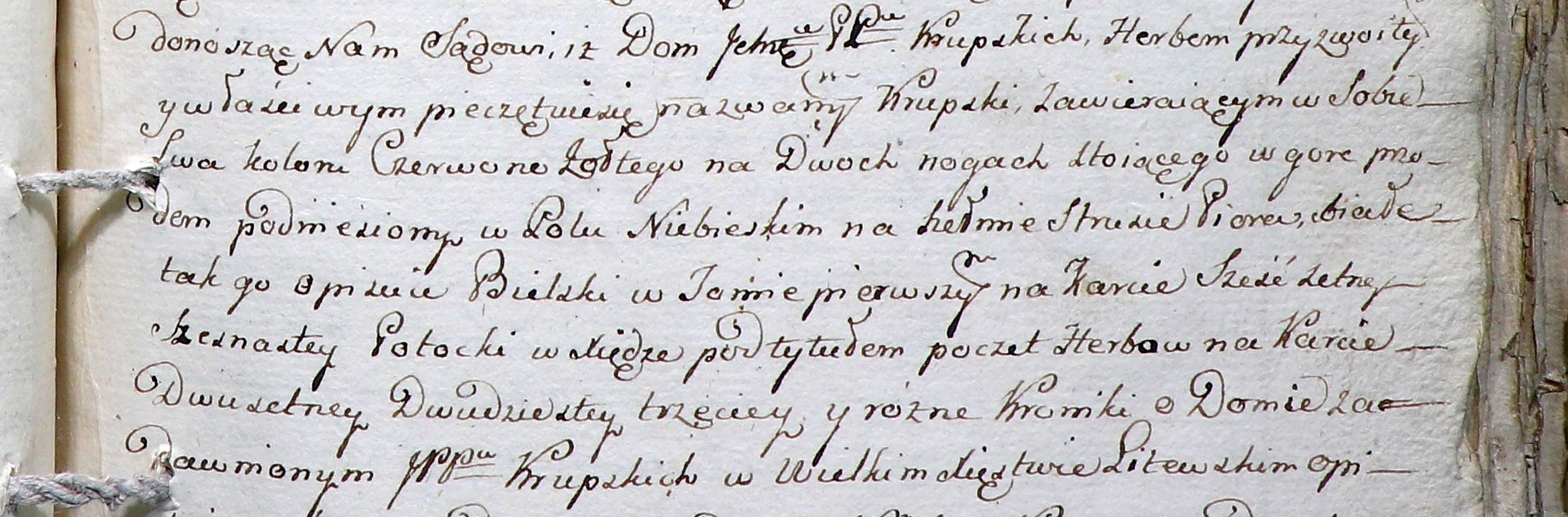
Фрагмент судового рішення визнання шляхтичів Крупських Вітебської провінції в російському дворянстві у 1777 р. з описом їх родового герба «Крупський» (НІАБ).

Від молодшого онука Андрія Михайловича, сина Дмитра-Миколи Андрійовича, підстолія, підкоморія і гродського писаря м. Упіті (1646) Яна (†1672) нащадки були відомі з прізвищем Крупські у Вітебській губернії (Ян — XXIV коліно від Рюрика). Ян володів маєтками Борклани, Гатішки, Статішки, Довкнюни, Межюр, Юсишкі, Стасишкі, Петришкі, Залишкі, Мущникі, Рогов, Митово в Вількомирському повіті, Криничино (спочатку половина цього маєтку належала його старшому братові Андрію Дмитровичу †1668, але пізніше за судовим рішенням — повністю Янові).
В їх гербі було змінене тло (з блакитного поля на червоний колір поля із вказуванням в гербовниках під гербами «Леварт» та Лев II прізвища Крупських), а саме прізвище «Курбські» не згадувалося або офіційно вказувалося як «вимерле в Польщі» у 1777 р. під час окупації Російською імперією Великого Князівства Литовського. О. Б. Лобанов-Ростовський вважав Курбських «вимерлими в Польщі» на основі запису Льва Мацеєвича у 1880 р. основаному на припущенні.
Княжий рід Курбських користувався гербом Курбських, геральдичну символіку якого також зустрічаємо у роду Жижемських, а в польській геральдиці «герб Курбських» останні понад 450 років має назву герб «Крупський» (пол. herb Krupski) або «Лев II» (пол. Lew Krupski, Lew odmienny).

## Зауваги
1. ↑  В усіх документах того періоду життя князя Андрія Курбського та його нащадків у ВКЛ записаних з прізвищем Крупських (1551—1789 рр.) і в період Російської імперії була згадка про предка Крупських (герба «Леварт», «Лев II», герба власного «Крупський») — про «воєводу московського» Андрія, «гетьмана військ російських» Андрія, «принця» Андрія у текстах латиною та польською.
2. ↑  Датування 1777 роком «вимерлими в Польщі» нащадків князя Андрія Курбського, у О. Б. Лобанов-Ростовського, не має підґрунтя й співпадає з рішенням Земського суду про визнання Речицької шляхти Мінського воєводства в російському дворянстві шляхтичів Вітебської провінції (1772-1776) від Яна Крупського: Самуель, Семен та інші (згідно джерела - (рос.) «Шляхта Речицкого повета» список XVIII ст. / Евгений К. Анищенко. — Мн.: Изд-во В. Хурсика, 2015. — 316 с. — ISBN 978-985-7025-40-4). Що свідчить про ознайомлення Лобанов-Ростовського з судовою подією 1777 р., про визнання у дворянстві Яна і описом у 1777 р. в тому історичному акті його герба ідентичного гербові Андрія Курбського. Саме в тому документі 1777 р. вказано про блакитне поле герба Крупських, а не червоне поле. Тому вказування в публікації Дурасова В. А. блакитного поля в гербі Андрія Курбського свідчить про ознайомлення з цим історичним документом 1777 р. Дурасовим В. А. та точне передання ним в ілюстрації зображення власного герба Крупських (згідно джерела — (рос.) С.150-151 — «Гербовник Всероссийского дворянства» [Гербы Всероссийской империи, царствующей Гольштейн-Готторпской династии, дома Романовых, удельных княжеств древней Руси и родов, от Рюрика происшедших] / составитель Василий Алексеевич Дурасов, г. СПб., Т-во Р. Голике и А. Вильборг, 1906 г. — [280] с.; 120 л. цв. ил. : ил.); що вказується про герб «Лев II» — герб Крупських від князя Андрія Курбського, але не з блакитним полем, з червоним полем на кшталт гербу князів теж з династії Рюриковичів на прізвище Жижемські.
3. ↑  Припущення пов'язане з незрозумілою Льву Мацеєвичу довідкою 1713 р. про відібраний Ковельський маєток від нащадків князя Андрія Курбського на Волині та відсутності претензій на нього з боку носіїв прізвища «Курбський». Хоча нащадки князя Андрія Курбського під прізвищем Крупських вже мешкали далеко на північ від Ковеля, Миляновичів, Вижви. Важливо зазначити, що до 1713 р. збережений у 1631 р. був юридичний акт із зазначенням Курбського в м. Упіті (згідно джерела - (рос.) Акты издаваемые Виленской археографической комиссией, Акты Виленского магистрата и магдебургии, г. Вильна, 1879, — Т.10 — С.258, 286—288, № 15 (подкоморий Упитского повета Андрей Курбский-Ярославский) 1631 г. 30 августа, 1663 г. 20 июня (указана его жена Сесилия из рода князей Гедройцы и дочь Варвара Путята от этого брака, которая была замужем за Владиславом Корсаком, Полоцким подчашием))